# Elecciones municipales de Mariscal Nieto de 1986
Las elecciones municipales de Mariscal Nieto de 1986 se llevaron a cabo el 9 de noviembre de 1986 para elegir al alcalde y al Concejo Provincial de Mariscal Nieto para el periodo 1987-1989. La elección se celebró simultáneamente con elecciones municipales en todo el país.

## Sistema electoral
La Municipalidad Provincial de Mariscal Nieto es el órgano administrativo y de gobierno de la provincia de Mariscal Nieto. Está compuesta por el alcalde y el Concejo Provincial.
La votación del alcalde y el concejo se realiza en base al sufragio universal, que comprende a todos los ciudadanos nacionales mayores de dieciocho años, empadronados y residentes en la provincia de Mariscal Nieto y en pleno goce de sus derechos políticos, así como a los ciudadanos no nacionales residentes y empadronados en la provincia de Mariscal Nieto.
El Concejo Provincial de Mariscal Nieto está compuesto por 19 regidores elegidos por sufragio directo para un período de tres (3) años, en forma conjunta con la elección del alcalde (quien lo preside) La votación es por lista cerrada y bloqueada. Se asigna a la lista ganadora los escaños según el método d'Hondt o la mitad más uno, lo que más le favorezca. Es elegido como alcalde el candidato que ocupe el primer lugar de la lista que haya obtenido la más alta votación.

## Composición del Concejo Provincial de Mariscal Nieto
La siguiente tabla muestra la composición del Concejo Provincial de Mariscal Nieto antes de las elecciones.
| Partidos | Partidos                               | Regidores |
| -------- | -------------------------------------- | --------- |
|          | Partido Popular Cristiano              | 11        |
|          | Izquierda Unida                        | 3         |
|          | Partido Aprista Peruano                | 2         |
|          | Acción Popular                         | 2         |
|          | Partido Socialista de los Trabajadores | 1         |

## Partidos y candidatos
A continuación se muestra una lista de los principales partidos y alianzas electorales que participaron en las elecciones:
| Candidatura | Candidatura | Partidos y alianzas | Candidatos | Candidatos                | Ideología                                               | Resultado previo | Resultado previo | Ref. |
| Candidatura | Candidatura | Partidos y alianzas | Candidatos | Candidatos                | Ideología                                               | Votos (%)        | Reg.             | Ref. |
| ----------- | ----------- | --- | ---------- | ------------------------- | ------------------------------------------------------- | ---------------- | ---------------- | ---- |
|             | PPC         | Lista - Partido Popular Cristiano (PPC) |            | Giuseppe Baldi Cogo       | Conservadurismo social Humanismo Democracia cristiana   | 27.47%           | 11               |      |
|             | IU          | Lista - Izquierda Unida (IU) – Unión de Izquierda Revolucionaria (UNIR) – Partido Unificado Mariateguista (PUM) – Partido Socialista Revolucionario (PSR) – Partido Comunista Revolucionario (PCR) – Partido Comunista Peruano (PCP) – Frente Obrero Campesino Estudiantil y Popular (FOCEP) |            | Napoleón Chávez Salas     | Marxismo-leninismo Mariateguismo Socialismo democrático | 22.25%           | 3                |      |
|             | APRA        | Lista - Partido Aprista Peruano (APRA) |            | Calixto Cabello Oviedo    | Aprismo                                                 | 19.02%           | 2                |      |
|             | PST         | Lista - Partido Socialista de los Trabajadores (PST) |            | Humberto Chaparro Serrano | Trotskismo Obrerismo Sindicalismo                       | 12.37%           | 1                |      |
|             | PADIN       | Lista - Partido de Integración Nacional (PADIN) |            | César Hurtado Velez       | Centrismo Socioliberalismo                              | Nuevo            | Nuevo            |      |
|             | M7J         | Lista - Movimiento Cívico Nacional 7 de Junio (M7J) |            | Herbert de la Flor Angulo |                                                         | Nuevo            | Nuevo            |      |
|             | IND         | Lista - Lista Independiente Movimiento Integracionista Moqueguano |            | Juan Castro Vera          | Localismo nietino                                       | Nuevo            | Nuevo            |      |

## Resultados

### Sumario general
|                        |                                                           |              |              |              |           |           |
| Partidos y coaliciones | Partidos y coaliciones                                    | Voto popular | Voto popular | Voto popular | Regidores | Regidores |
| Partidos y coaliciones | Partidos y coaliciones                                    | Votos        | %            | ±pp          | Total     | +/−       |
|                        | Partido Aprista Peruano (APRA)                            | 9,698        | 57.25        | +38.23       | 12        | +10       |
|                        | Izquierda Unida (IU)                                      | 4,417        | 26.08        | +3.83        | 5         | +2        |
|                        | Partido Popular Cristiano (PPC)                           | 1,760        | 10.39        | –17.02       | 2         | –9        |
|                        | Lista Independiente Movimiento Integracionista Moqueguano | 514          | 3.03         | n/a          | 0         | ±0        |
|                        | Partido Socialista de los Trabajadores (PST)              | 338          | 2.00         | –10.37       | 0         | –1        |
|                        | Partido de Integración Nacional (PADIN)                   | 176          | 1.04         | Nuevo        | 0         | ±0        |
|                        | Movimiento Cívico Nacional 7 de Junio (M7J)               | 36           | 0.21         | Nuevo        | 0         | ±0        |
|                        |                                                           |              |              |              |           |           |
| Total                  | Total                                                     | 16,939       |              |              | 19        | ±0        |
|                        |                                                           |              |              |              |           |           |
| Votos válidos          | Votos válidos                                             | 16,939       | 100.00       | +13.24       |           |           |
| Votos en blanco        | Votos en blanco                                           | 0            | 0.00         | –3.33        |           |           |
| Votos nulos            | Votos nulos                                               | 0            | 0.00         | –9.91        |           |           |
| Votos emitidos         | Votos emitidos                                            | 16,939       | 68.72        | –14.92       |           |           |
| Abstenciones           | Abstenciones                                              | 7,712        | 31.28        | +14.92       |           |           |
| Votantes registrados   | Votantes registrados                                      | 24,651       |              |              |           |           |
|                        |                                                           |              |              |              |           |           |
| Fuente:                |                                                           |              |              |              |           |           |

## Elecciones municipales distritales

### Resultados por distrito
La siguiente tabla enumera el control de los distritos de la provincia de Mariscal Nieto. El cambio de mando de una organización política se resalta del color de ese partido.
| Distrito                 | Alcalde(sa) titular        | Partido político | Partido político          | Alcalde(sa) electo(a) | Partido político | Partido político        |
| ------------------------ | -------------------------- | ---------------- | ------------------------- | --------------------- | ---------------- | ----------------------- |
| Carumas                  | Dionicio Serrato Cervantes |                  | Acción Popular            | Félix Quispe Mamani   |                  | Partido Aprista Peruano |
| Cuchumbaya               | Lorenzo Maquera Tito       |                  | Acción Popular            | Félix Ventura Mamani  |                  | Partido Aprista Peruano |
| Samegua                  | Miguel Zeballos Málaga     |                  | Partido Popular Cristiano | José Flores Vera      |                  | Partido Aprista Peruano |
| San Cristóbal de Calacoa | Julián Nina Marca          |                  | Partido Aprista Peruano   | Leonardo Vizcarra Rea |                  | Partido Aprista Peruano |
| Torata                   | Amanda Vera Vda. de Castro |                  | Partido Popular Cristiano | Salomón Salas Apaza   |                  | Partido Aprista Peruano |